# Кайманові Острови на зимових Олімпійських іграх 2010
Кайманові Острови на зимових Олімпійських іграх 2010 у Ванкувері представлені одним спортсменом — Доу Траверсом. Це була перша участь Кайманових островів у зимових Олімпійських іграх, що привернула увагу багатьох світових медіа. За підрахунками Департаменту туризму Кайманових островів інтерв'ю Траверса створили позитивні публікації про країну на суму 263 тисячі доларів, а побачили їх більш як 42 мільйони осіб.

## Результати змагань

### Гірськолижний спорт
У стартовому заліку Траверс був 101-м зі 103 учасників, після першого спуску він посідав 75 місце, а в підсумку (після другого спуску) став 69-м. Такий виступ став набагато кращим, ніж очікували його вболівальники, хоча від переможця Траверс відстав на 25 секунд.

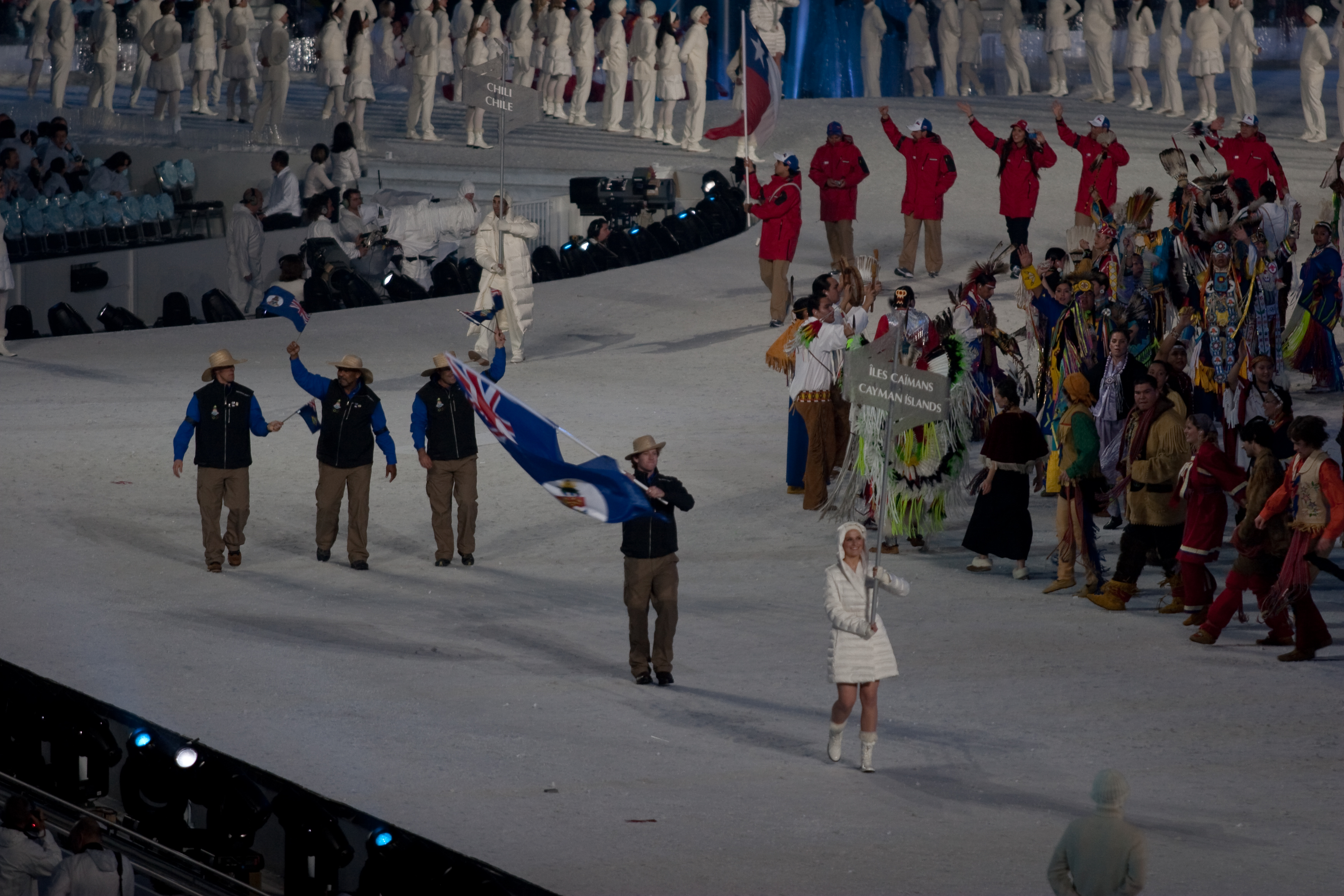
Делегація Кайманових Островів під час Параду націй на церемонії відкриття Олімпіади

| Дисципліна         | Спортсмен   | 1 спуск | 2 спуск | Загальний результат | Загальне місце |
| ------------------ | ----------- | ------- | ------- | ------------------- | -------------- |
| Гігантський слалом | Доу Траверс | 1.29,39 | 1.33,50 | 3.02,89             | 69             |